# Philippe IV à Fraga
Philippe IV à Fraga est un portrait de Philippe IV d'Espagne par Velázquez. Il fut peint en trois sessions de pause en juin 1644 à Fraga, où la Cour s'était rendue pour la « journée d'Aragon », qui fêtait la récupération de Lleida occupée par l'armée française lors du soulèvement catalan de 1640. La toile sortit d'Espagne en 1748 lorsque Philippe V d'Espagne en fit cadeau à son frère le duc de Parme et intégra la Collection Frick de New York en 1911 où elle est aujourd'hui exposée.

## Description
Il s'agit très certainement du portrait dont Antonio Palomino dit que Velázquez peignit le roi en dimensions naturelles « de la manière dont il entra à Lleida, en empoignant le bâton militaire, vêtu d'une cape cramoisie, avec un si joli air, tant de grâce et de majesté, qu'il semblait être un autre Philippe vivant ».
Les circonstances dans lesquelles il réalisa cette toile sont connues par les dépenses qu'il fit, notamment celles en menuiserie occasionnées par l'ouverture de deux fenêtres de la salle où devait poser le roi, et les réparations faites dans celle que le peintre utilisa comme étude et qui était en ruine. Velázquez travailla en même temps sur un portrait du nain Le Cousin, qu'il envoya à Madrid en juin, mais qui semble être une toile différente de Le Bouffon don Diego de Acedo, le cousin.
Avant la fin juillet le portrait du roi était achevé. Il fut envoyé à la reine Élisabeth de Bourbon, qui, à la demande des Catalans de la cour ordonna son exposition publique. José Pellicer, dans ses avis historiques informa le 16 août 1644 que la toile où le roi était peint « de la même façon qu'à la campagne », vêtu de rouge et d'argent, avait été exposé à l'église Saint Martin « sous un dais bordé d'or, où de nombreuses personnes viennent le voir, et dont on fait déjà des copies ».
Jonathan Brown suggère que Velázquez avait pu s'inspirer pour sa composition, par ailleurs rigoureusement sobre, du portrait du Portrait du Cardinal-Infant Don Fernando d'Anton van Dyck (Musée du Prado) qui était à Madrid depuis 1636. Cependant Vélasquez fit un exercice virtuosité dans les bordures argentées sur le costume rose, ainsi que dans les détails de la toile soyeuse, peints sans doute à distance, avec de très nombreux coups de pinceau épais et chargés, dans un désordre apparent qui contraste ouvertement avec le visage délicatement fini.
Parmi les copies connues, la plus importante se trouve au Dulwich Picture Gallery de Londres. Elle était considérée anciennement comme la version originale de la toile de Vélasquez, jusqu'à ce qu'en 1911 Aureliano Beruete l'attribue à Juan Bautista Martínez del Mazo, et assigne définitivement celle de New York à Velásquez.